# NGC 984
NGC 984 é uma galáxia espiral (S0-a) localizada na direcção da constelação de Aries. Possui uma declinação de +23° 24' 49" e uma ascensão recta de 2 horas, 34 minutos e 43,0 segundos.
A galáxia NGC 984 foi descoberta em 13 de Dezembro de 1871 por Édouard Jean-Marie Stephan.